# Freedom (chanson de Girl Next Door)
Pour les articles homonymes, voir Freedom.
Singles de Girl Next Door
Orion
(2009) Ready to be a lady
(2010)
Freedom est le 8esingle du groupe Girl Next Door sorti sous le label Avex Trax le 16 juin 2010 au Japon. Il atteint la 9e place du classement de l'Oricon. Il se vend à 8 858 exemplaires la première semaine et il reste 5 semaines dans le classement pour un total de 12 015 exemplaires vendus.
Freedom a été utilisé comme thème musical pour le drama Jotei Kaoruko. Freedom est présente sur l'album Destination.

## Liste des titres
Toutes les paroles sont écrites par Chisa & Kato Kenn.
| 1. | Freedom                         | Suzuki Daisuke | 4:44 |
| 2. | Sayonara (サヨナラ)             | Suzuki Daisuke | 4:45 |
| 3. | Seeds of dream (BLOOMING REMIX) | Suzuki Daisuke | 5:07 |
| 4. | Freedom (Instrumental)          | Suzuki Daisuke | 4:41 |

| 1. | Freedom (Music Video) |  |